# Xã Concord, Quận Ross, Ohio
Xã Concord (tiếng Anh: Concord Township) là một xã thuộc quận Ross, tiểu bang Ohio, Hoa Kỳ. Năm 2010, dân số của xã này là 4.460 người.